# Yarmuk
Lo Yarmùk (arabo: نهر اليرموك Nahr al-Yarmuk; ebraico: נְהַר הַיַּרְמוּךְ Nahar ha-Yarmuch; greco: Ἱερομύκης Hieromýkēs; latino: Hieromyces o Heromicas) è un fiume periodico, maggior affluente del Giordano.

## Storia
Lo Yarmuk forma un confine naturale tra le pianure al nord - Hauran, Bashan e le alture del Golan – e le alture del Galaad a sud. Quindi esso ha spesso svolto la funzione di linea di confine fra entità politiche.

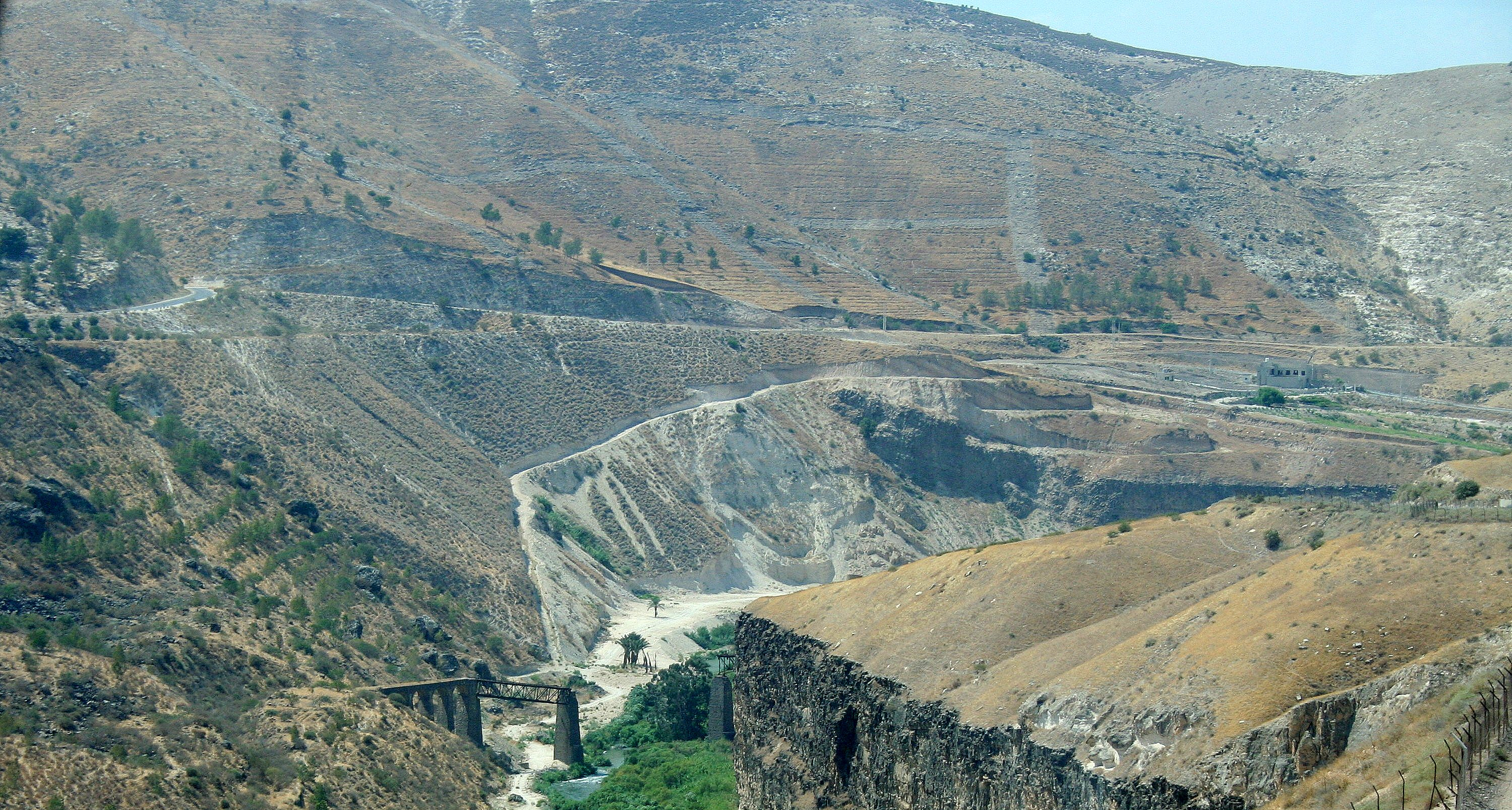
Il fiume Yarmouk

### Neolitico
La Cultura di Yarmuk è una cultura neolitica di ceramiche insediata in parti della Palestina e della Giordania.

### Età del bronzo

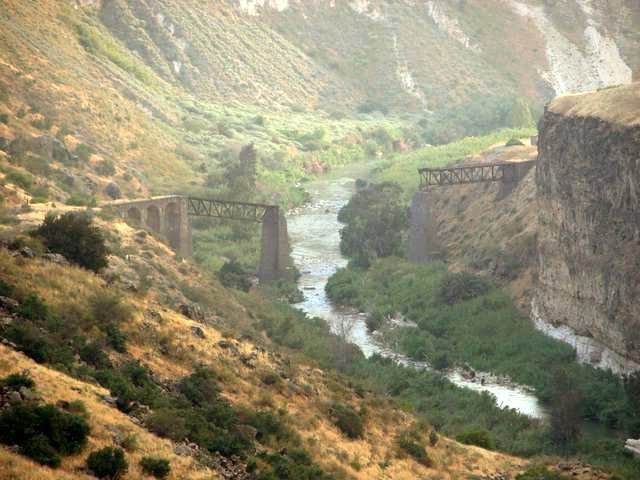
Ponte ferroviario sul fiume Yarmouk, distrutto durante la Notte dei ponti nel 1946

La prima Età del bronzo è rappresentata nel Golan solo nell'area fluviale.
Questo è probabilmente il caso anche di Geshur, presumendo che fosse posto lungo il corso settentrionale del fiume. Altre città storiche lungo il corso del fiume sono Dar'a, Heet, Jalin e i siti archeologici di Tell Shihab e Khirbet ed-Duweir (vedi Lo-debar).

### Età del ferro
I regni degli Aramei e la zona settentrionale del Regno di Israele, della Bibbia Ebraica, possono aver posto la loro linea di confine occasionalmente lungo lo Yarmouk. Sotto gli imperi Assiro e Persiano la provincia di Ashteroth Karnaim si trovava al nord e quella di Gal'azu (Gilead) al sud.

### Periodo ellenistico
Nel Periodo ellenistico, il territorio di Hippos si trovava tra quelli di Gadara e di Abila (Abel) al sud mentre Dion si trovava lungo gli affluenti orientali.

### Periodo bizantino
La battaglia dello Yarmuk, nella quale le forze musulmane sconfissero quelle dell'Impero bizantino, ottenendo il controllo della Siria, ebbe luogo presso il corso settentrionale del fiume nel 636.

### 1905–1948
Una forcella della ferrovia dell'Hegiaz (che si collegava a della ferrovia dell'Hegiaz a quella della valle di Jezreel a Samakh) correva nella valle del fiume dal 1905 al 1946. Il suo bombardamento da parte dell'israeliana Haganah nella Notte dei Ponti il 16 giugno 1946 fu deprecato. L'impianto idroelettrico di Naharayim, sulla confluenza con il fiume Giordano, servì la Palestina sotto mandato britannico dal 1932 al 1948.

### Dopo il 1948

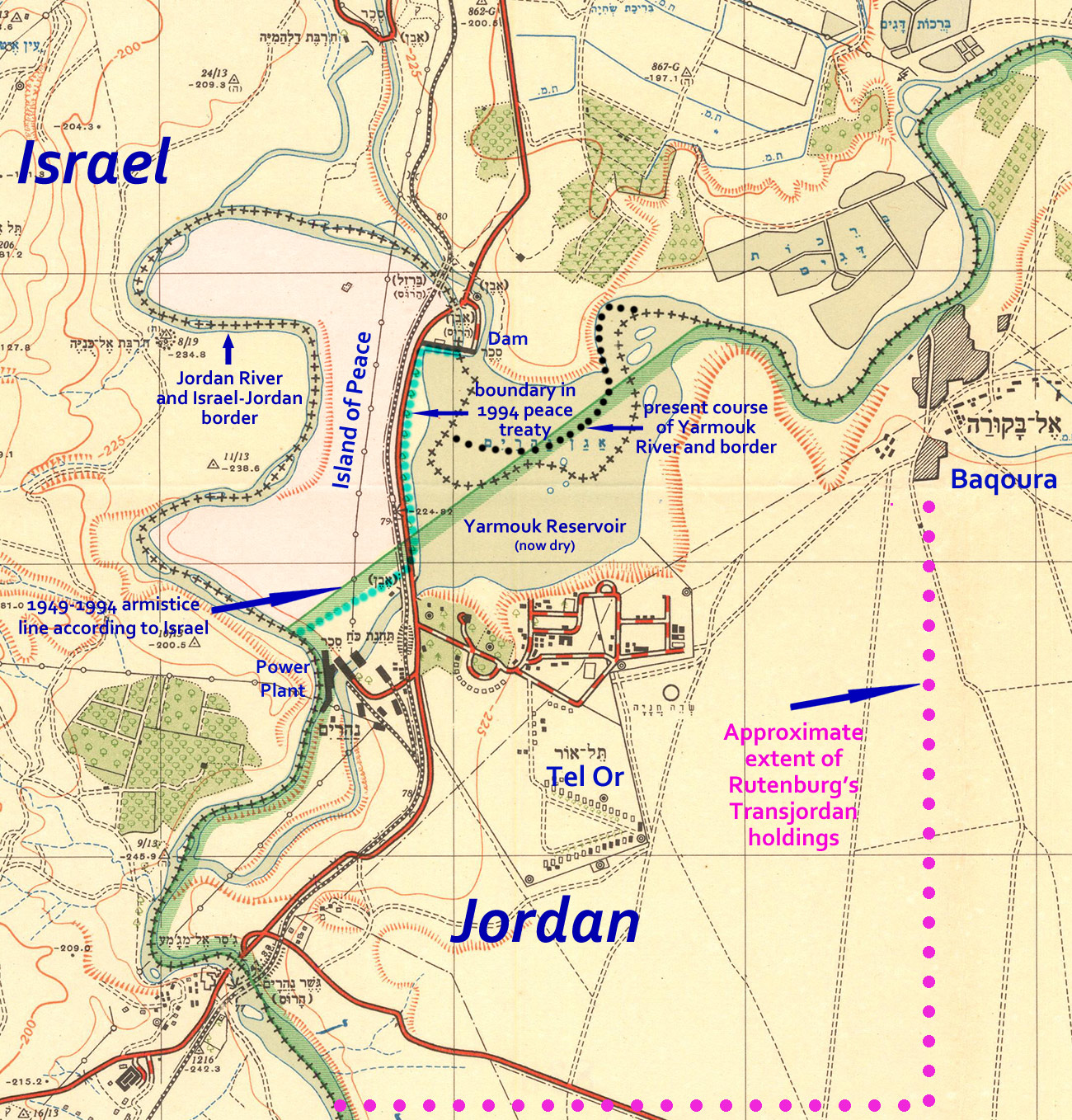
Confine tra Israele e Giordania alla confluenza del Giordano con il fiume Yarmuk

Oggi, il corso inferiore del fiume, vicino alla valle del Giordano, forma parte del confine tra Israele e la Giordania. Più oltre, a monte, forma parte del confine tra la Giordania e la Siria (un confine ampiamente ereditato dall'accordo Paulet-Newcombe del 1923). La zona di Al-Hamma, od Hamat Gader, nella valle è sotto Israele ma è reclamata dalla Siria.
La diga di Al-Wehda fu costruita sul confine tra Giordania e Siria negli anni 2000. Vi sono accordi politici tra Giordania e Siria (1953 e 1987) e tra Giordania ed Israele (1994), sulla gestione e sulla distribuzione delle acque condivise del fiume Yarmouk.

## Percorso

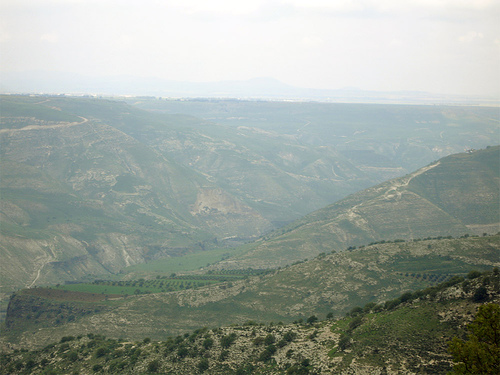
La valle dello Yarmuk

Nasce presso il villaggio di Yarmuk, in Siria, da alcuni rami sorgentiferi che assumono il nome del fiume a valle del villaggio.
Con carattere impetuoso e ricco di acque, in questo tratto, riceve i torrenti che scendono dalle vallate circostanti ed entra nel lago di Jarbur: il primo prelievo idrico che ne diminuisce la portata.
Subito dopo, attraversa la zona paludosa di Giabba, piccolo centro siriano; da qui in poi segna il confine tra Siria e Israele. 
Dopo la zona paludosa entra nella zona arida, dove l'intensa evaporazione fa diventare secco il fiume per lunghi tratti nelle stagioni siccitose.
Alla fine del suo percorso si diparte dal fiume un canale periodico che raggiunge il Mar Morto, scaricando le piene dello Yarmuk in quest'ultimo e dopo 120 km circa dalla sorgente, confluisce nel Giordano, tramite una cascata che gli permette di riversarsi nella fossa tettonica palestinese.

## Portata
Il carattere del fiume è molto impetuoso: al fronte di un modulo di portata torrentizio, durante le forti piogge annuali che cadono nell'alto corso il fiume si riempie molto velocemente esondando spesso e creando disagi alla popolazione risiedente lungo il suo bacino idrografico.
I valori medi di portata sono riportati di seguito:
- 2,5 m³/s: portata media alla foce;
- 3,7 m³/s: portata media nelle paludi di Giabba;
- 0,1 m³/s: portata media minima nelle stagioni calde e secche;
- 250 m³/s: portata massima mai registrata;
- 139 m³/s: portata media della piena annuale dello Yarmuk.

## Il fiume Yarmuk nella cultura popolare
Nell'episodio Guglielmo il dentone del film I complessi, del 1965, la domanda decisiva posta all'aspirante conduttore televisivo interpretato da Alberto Sordi riguarda gli affluenti del fiume Giordano in terra d'Israele, tra i quali il controverso fiume Yarmuk. Secondo la commissione e la cartina geografica del 1960 in dotazione, gli affluenti del Giordano erano quattro, compreso il fiume Yarmuk, mentre per Guglielmo non lo era più in quanto deviato dal governo della Giordania nel 1961. Dalla consultazione dell'Istituto Geografico e, tramite l'addetto stampa, dall'ambasciata d'Israele si viene a sapere che lo Yarmuk non è più un affluente del Giordano.